# Hrvatski jedriličarski klubovi
U Hrvatskoj sportskim i rekreacijskim jedrenjem se bave jedriličarski klubovi. Slijedi popis hrvatskih jedriličarskih klubova - redovito se ažurira na www.hjs.hr:
- Jedriličarski klub 3.Maj Rijeka
- Jedriličarski klub ANA Bakar
- Klub jedrenja na dasci Tri Strijele, Zagreb
- Jedriličarski klub "Adria", Split
- Jedriličarski klub "alternativa", Funtana
- Jedriličarski klub "Baum", Zagreb
- Yacht club "Biograd", Biograd
- Jedriličarski klub "Bonaca", Novigrad
- Jedriličarski klub "Bura", Makarska
- Jedriličarski klub "Burin", Novi Vinodolski
- Jedriličarski klub "Cavtat", Cavtat
- Jaht klub "Croatia", Opatija
- Jedriličarski klub "Delfin", Pula
- Sportska udruga "Dobri val", Split
- Sveučilišni nautički klub F.S.B. Zagreb
- Jedriličarski klub "Fiandra 1975", Umag
- Jedriličarski klub "Fiumanka", Rijeka
- Jedriličarski klub "Flumen", Rijeka
- FLY Sailing klub Ika
- Jedriličarski klub "Frapa", Rogoznica
- Jedriličarski klub "Gajeta", Kali
- Jedriličarski klub "Galeb", Kostrena
- Jedriličarski klub "Helios", Stari Grad
- Jedriličarski klub "Histria", Umag
- Jedriličarski klub "Horizont", Poreč
- Jedriličarski klub "Istra", Lovran
- Klub jedrenja na dasci "Jadrija", Šibenik
- Jedriličarski klub "Yacht club Jadro". Selce
- Jedriličarski klub "Jugo", Mali Lošinj
- Jedriličarski klub "Kaštela", Kaštel Kambelovac
- Nautički klub "Kenwood", Zagreb
- Yacht club "Kornati", Murter
- Jedriličarski klub "Kvarner", Rabac
- Jedriličarski klub "Labud", Split
- Jedriličarski klub "Maestral - RONHILL", Rovinj
- Jedriličarski klub "Malinska", Malinska
- Jedriličarski klub "Mande", Zagreb
- Jedriličarski klub "Mandeta Mini Maris", Zagreb
- Jedriličarski klub "Mare nostrum Croaticum", Opatija
- Jedriličarski klub "Marina Dalmacija", Zadar
- Jedriličarski klub "Marina Tribunj" Tribunj
- Jedriličarski klub "Medveščak", Zagreb
- Jedriličarski klub "Meridijan", Sukošan
- Jedriličarski klub "Mornar", Split
- Jedriličarski klub "Mursa", Osijek
- Sportsko društvo "Nautički centar Primošten", Primošten
- Jedriličarski klub "Nautički centar Zagreb", Zagreb
- Jedriličarski klub "Neverin", Čavle
- Jedriličarski klub "Opatija", Opatija
- Jedriličarski klub "Optimist", Opatija
- Jedriličarski klub "Orion", Mošćenićka Draga
- Jedriličarsko društvo "Orsan", Dubrovnik
- Jedriličarski klub "Oštro", Kraljevica
- Pomorsko športsko društvo "Peliška jedra", Orebić
- Jedriličarski klub "Pesja", Omišalj
- Jedriličarski klub "Plav", Krk
- Jedriličarski klub "Podstrana", Podstrana
- Jedriličarski klub "Poreč", Poreč
- Jedriličarski klub "Primošten", Primošten
- Jaht klub "Punat", Punat
- Jedriličarski klub "Punta Bajlo", Zadar
- Jedriličarski klub "Reful", Cres
- Yacht club "Rijeka", Rijeka
- Riječki jedriličarski klub S.C.O.R. Rijeka
- Jedriličarski klub "Samobor", Samobor
- Jedriličarski klub "Senj", Senj
- Hrvatski jedriličarski klub "Siscia", Sisak
- Jedriličarski klub "Skiper", Zagreb
- Jedriličarski klub "Split", Split
- Jedriličarski klub "Supetar", Supetar
- Jedriličarski klub "Sustipan", Split
- Jedriličarski klub "Sveti Filip i Jaov", Sveti Filip i Jakov
- Jedriličarski klub "Sveti Ivan", Kaštel Lukšić
- Jedriličarski klub "Sveti Krševan", Zadar
- Jedriličarski klub "Sveti Nikola", Zagreb
- Modelarski klub "Sveti Petar", Makarska
- Jedriličarski klub "Šiloko", Vela Luka
- Športsko društvo "Škarpina", Nerezine
- Jedriličarski klub "Špinut", Split
- Jedriličarski klub "Tijat", Vodice
- Jedriličarski klub "Toć", Split
- Jedriličarski klub "Tramontana", Opatija
- Jedriličarski klub "Trogir", Trogir
- Jedriličarski klub "Turbo sport", Zagreb
- Sportska udruga "Ultra hobie", Split
- Jedriličarski klub "Uljanik plovidba", Pula
- Jedriličarski klub "Uskok", Zadar
- Jedriličarsko društvo "Val", Crikvenica
- Jedriličarski klub "Val", Šibenik
- Yacht klub "Varaždin", Varaždin
- Jedriličarski klub "Vega", Pula
- Sportsko društvo "Vihor", Baška
- Jedriličarski klub "Vis", Vis
- Jedriličarski klub "Wasserdicht", Zagreb
- Jaht klub "Zadar", Zadar
- Yacht club "Zagreb", Zagreb
- Klub jedrenja na dasci "Zagreb", Zagreb
- Jaht klub "Zenta", Split
- Športsko društvo "Yacht Club Zlarin", Zlarin
- Jedriličarski klub "Zvir", Hvar
- Jedriličarski klub "Žal", Betina